# Tellervo subnubila
Tellervo subnubila är en fjärilsart som beskrevs av Talbot 1943. Tellervo subnubila ingår i släktet Tellervo och familjen praktfjärilar. Inga underarter finns listade i Catalogue of Life.